# Randy Bowen
Randy Bowen (* 2. Dezember 1961 in den Vereinigten Staaten von Amerika) ist ein amerikanischer Formgestalter und Plastiker der Popkultur.

## Leben und Werk
Bowen absolvierte bis 1980 die High School in Lewiston (Idaho). Hier wurde er erstmals in der Ausformung und dem Gießen von Bronzefiguren unterwiesen. Von 1980 bis 1984 studierte er zunächst am California College of Arts and Crafts, danach an der University of Idaho.
In seinen frühen Jahren arbeitete Bowen für eine Firma, die sich auf die Herstellung überdimensionierter Weihnachtsdisplays für Einkaufszentren spezialisiert hatte. Seine eigentliche Karriere begann mit der Herstellung von Gussformen für „garage kits“, mit denen bekannte Figuren ohne Lizenz gefertigt und auf „Comic book conventions“ (deutsch Fachmessen für Comics) verkauft wurden. Er etablierte sich so zum Pionier der Herstellung von Skulpturen von Popkultur-Ikonen, die er aus Kunstharz gefertigt in lizenzierter und limitierter Auflage herausgab. Er gestaltete die Formen einer großen Zahl von Miniatur-Büsten und Statuen mit Charakteren aus Filmreihen wie Star Wars, Alien, Predator sowie zahlreichen Figuren aus den jeweiligen Metiers von Dark Horse Comics, Marvel Comics, DC Comics, Disney und vielen anderen Heftromanen, Comicstrips und unabhängigen Comicpublikationen, bis hin zu Werbeprojekten für den Sportartikelhersteller Nike. Bowen wird auch als der „Father of Comics statues“ (deutsch Vater der Comics-Statuen) bezeichnet.
1982 gründete er die Firma Bowen Designs, in der er neben anderen freien Mitarbeitern als der maßgebliche Formgestalter und Plastiker arbeitete. Die Firma wurde 1991 in eine Aktiengesellschaft umgewandelt.

## Auszeichnungen
- 1998 wurde Bowens Skulptur „Bionica“ für die Kategorie „Best Three-Dimensional Art“ der Chesley Awards nominiert.[10]
- 2007 Statue Forum - Fan Favorite Award: „Bust of the Year: Ka-Zar and Zabu“[11]

Bowen erhielt die Eisner Awards in den Jahren
- 1992: „Best Comics-Related Product: Sandman statue, DC Comics“, ausgeformt von Randy Bowen
- 1994 (für Arbeiten aus dem Jahr 1993): „Best Comics-Related Product/Item: Death statue“, DC Comics, ausgeformt von Randy Bowen
- 1995 (für Arbeiten aus dem Jahr 1994): „Best Comics-Related Item: Sandman Arabian Nights statue“, Formgestaltung P. Craig Russell, ausgeformt von Randy Bowen
- 1997 (für Arbeiten aus dem Jahr 1996): „Best Comics-Related Product: Hellboy bust“, ausgeformt von Randy Bowen, produziert von Bowen Designs
- 1999 (für Arbeiten aus dem Jahr 1998): „Best Comics-Related Sculpted Figures: Hellboy statue“, ausgeformt von Randy Bowen, produziert von Bowen Designs

## Trivia
Bowens Skulptur von Superman war Bestandteil des Filmsets von Jerrys Apartment in der Comedy-Serie Seinfeld.